# George Hall, 1:e viscount Hall
George Henry Hall, 1:e viscount Hall, född 31 december 1881, död 8 november 1965, var en brittisk politiker.
George Henry Hall var ursprungligen gruvarbetare och fackföreningsman. Han blev 1922 ledamot av underhuset för Labour, var maj 1940–februari 1942 understatssekreterare i koloniministeriet, 1942–1943 finanssekreterare i marinministeriet, 1943–1945 understatssekreterare i utrikesministeriet och 1945–1946 koloniminister. I oktober 1946 blev han marinminister.